# 無間行動
《無間行動》（英語：The Informer）是一部2019年的英國犯罪驚悚電影，由安德烈亞·迪·斯戴法諾執導，Matt Cook編劇，改編自Roslund/Hellström所寫的小說《三秒風暴》。本片主演是祖爾·堅納文，其他演員有露莎蒙·碧姬、凡夫俗子、安娜·德哈瑪斯和佳夫·奧雲。
本片於2019年8月30日在英國由華納兄弟公司負責上映，美國於2020年1月10日由Aviron Pictures公司負責上映。

## 演員
- 祖爾·堅納文 飾 Pete Koslow
- 露莎蒙·碧姬 飾 Wilcox
- 佳夫·奧雲 飾 Montgomery
- 凡夫俗子 飾 Grens
- 安娜·德哈瑪斯 飾 Sofia Hoffman
- Joanna Kaczynska 飾 Beata Klimek
- Edwin de la Renta 飾 Smiley Phelps
- 山姆·斯普魯爾 飾 Slewitt
- 艾姆·歐里安（英语：Aylam Orian） 飾 Andrzej Dziedzic
- Karma Meyer 飾 Anna Koslow
- 馬修·卡修凱維（英语：Mateusz Kościukiewicz） 飾 Stake
- Peter Parker Mensah 飾 Officer Franklin
- 阿圖羅·卡斯特羅（英语：Arturo Castro (actor)） 飾 Daniel Gomez
- Abdul-Ahad Patel 飾 Vermin

## 製作
2017年在康城影展上宣布改編《三秒風暴》的電影。

## 外部連結
- 互联网电影数据库（IMDb）上《無間行動》的资料（英文）